# Newfel Ouatah
Newfel Ouatah (* 8. November 1985 in Lyon, Frankreich) ist ein französisch-algerischer Boxer, Afrikameister 2007 und Olympiateilnehmer 2008 in Peking.

## Werdegang
Newfel Ouatah stammt aus einer algerischen Familie, die aus Beni Djellil nach Frankreich ausgewandert ist. Er wuchs in Lyon auf und begann 1998 beim Club Pugillistique Villerbannais's Gym mit dem Boxen. Bei einer Größe von 2,00 Metern wiegt er ca. 91 kg und kann so abwechselnd im Schwer- oder im Superschwergewicht starten. Er war schon als Junior sehr erfolgreich und wurde von 2000 bis 2003 viermal in Folge französischer Juniorenmeister (Mittel-, Halbschwer- u. Schwergewicht).
Im Jahr 2004 startete er für Frankreich bei der Junioren-Weltmeisterschaft in Jeju-si/Südkorea und belegte dort im Schwergewicht nach einer Punktniederlage im Viertelfinale gegen den Kubaner Robert Alfonso einen guten 5. Platz.
Im Jahre 2005 wurde Newfel Ouatah bei den Senioren erstmals französischer Meister im Schwergewicht. Er besiegte dabei im Halbfinale John M’Bumba durch Abbruch in der 4. Runde und Stephane Gomis durch Abbruch in der 3. Runde. Diesen Titelgewinn wiederholte er im Jahre 2006 mit einem KO-Sieg in der 1. Runde im Finale über John M’Bumba. Bei den Mittelmeer-Spielen 2005 in Almería belegte er im Schwergewicht den 3. Platz. Im Halbfinale unterlag er dabei gegen Mohamed Homrani aus Tunesien durch Abbruch in der 3. Runde.
Im Herbst 2006 entschloss sich Newfel Ouatah, der neben der französischen auch die algerische Staatsangehörigkeit besitzt, künftig bei internationalen Meisterschaften für Algerien zu starten. Er erhielt dazu vom französischen Verband die Freigabe.
2007 wurde er im Finale der französischen Meisterschaft im Schwergewicht von John M’Bumba nach Punkten besiegt. Im gleichen Jahr wurde er dann in Tananarivo/Madagaskar erstmals afrikanischer Meister im Schwergewicht. Dabei bezwang er im Finale Lamarna Conde aus Guinea nach Punkten. Bei den All-Afrikanischen Spielen 2007 in Algier erreichte er mit Siegen über Larmarna Conde und Remy Atsama, Kamerun, das Finale, in dem er gegen Emad Abdelhalim Ali aus Ägypten nach Punkten verlor (8:17).
Im Jahr 2008 qualifizierte sich Newfel Ouatah bei einem Turnier in Algier mit Siegen über Stephane Gomis, Senegal und Mohamed Amanissi, Marokko, im Superschwergewicht für die Teilnahme an den Olympischen Spielen 2008 in Peking. In Peking siegte er in seinem ersten Kampf über Jose Payares aus Venezuela nach Punkten (7:5), unterlag aber im Viertelfinale gegen Wjatscheslaw Hlaskow aus der Ukraine nach Punkten (4:10) und belegte damit den 5. Platz.

## Internationale Erfolge
(OS = Olympische Spiele, S = Schwergewicht, SS = Superschwergewicht, bis 91 kg bzw. über 91 kg Körpergewicht)
- 2004, 5. Platz, Junioren-WM in Jeju/Südkorea, S, mit einem Punktsieg über Georgios Hotsis, Griechenland (10:7) und einer Punktniederlage im Viertelfinale gegen Robert Alfonso, Kuba (27:45);
- 2004, 2. Platz, Sechs-Nationen-Turnier in Porto Torres/Italien, S, mit einer Punktniederlage im Finale gegen Steven Simmons, Schottland;
- 2005, 5. Platz, Chemie-Pokal in Halle (Saale), S, mit einer Abbruch-Niederlage in der 2. Runde gegen Zhenis Taumurinow, Kasachstan;
- 2005, 3. Platz, Mittelmeer-Spiele in Almería, S, mit einem Abbruchsieg in der 1. Runde über Ahmed Hefny, Ägypten u. einer Abbruch-Niederlage in der 3. Runde gegen Mohamed Homrani, Tunesien;
- 2005, 3. Platz, Coup de Nations in Bastia, S, mit einer Niederlage im Halbfinale gegen Ismaikel Perez, Kuba (6:29);
- 2007, 1. Platz, Qualif.-Turnier zur Afrika-Meisterschaft in Algier, SS, mit Siegen über Zied Didi, Tunesien u. Noureddine Meddoune, Marokko;
- 2007, 1. Platz, Afrika-Meisterschaft in Tananarivo/Madagaskar, SS mit einem Sieg im Finale über Lamarne Conde, Guinea;
- 2007, 2. Platz, All-Afrikan-Games in Algier, SS, mit Punktsiegen über Lamarna Conde (28:13) und Remy Atsama, Kamerun (30:15) und einer Punktniederlage im Finale gegen Emad Abdelhalim Ali, Ägypten (8:17);
- 2008, 1. Platz, Afrikanische Olympia-Qualif.-Turnier in Algier, SS, mit Punktsiegen über Stephane Gomis, Senegal (17:6) und Mohamed Amanissi, Marokko (21:6);
- 2008, 5. Platz, Feliks-Stamm-Turnier in Warschau, SS, nach einer Punktniederlage im Viertelfinale gegen Ewgeni Ljachowets, Belarus;
- 2008, 1. Platz, Turnier in St. Quentin, SS, mit einem Punktsieg im Finale über Erik Pfeiffer, BRD (+19:19);
- 2008, 5. Platz, OS in Peking, SS, mit einem Punktsieg über Jose Payares, Venezuela (7:5) und einer Punktniederlage im Viertelfinale gegen Wjatscheslaw Hlaskow, Ukraine (4:10)

## Nationale Meisterschaften
- 2005, 1. Platz, Franz. Meisterschaft, S, mit einem Abbruchsieg in der 4. Runde über John M’Bumba,
- 2006, 1. Platz, Franz. Meisterschaft, S, mit einem KO-Sieg in der 1. Runde über John M’Bumba,
- 2007, 2. Platz, Franz. Meisterschaft, S, mit einer Punktniederlage gegen John M’Bumba (7:33);
- 2007, 1. Platz, Algerische Meisterschaft, SS,
- 2008, 2. Platz, Franz. Meisterschaft, S, mit einer Punktniederlage gegen John M’Bumba

## Länderkämpfe
- 2005 in Sainte Ame, Guadeloupe, Frankreich gegen Puerto Rico, S, Punktsieger über Gerardo Bisbal